# Sherwin Carlquist
Sherwin Carlquist (7 juli 1930 - 1 december 2021) was een Amerikaanse botanicus en fotograaf. 
Hij studeerde botanie aan de University of California, Berkeley, waar hij in 1952 zijn Bachelor of Arts behaalde. In 1956 promoveerde hij aan dezelfde universiteit op het proefschrift Fitchia: a study in the primitive Compositae. In 1955 en 1956 was Carlquist postdoc bij de Harvard University. Tevens studeerde hij aan Pasadena Art Institute, waar hij zich bezighield met kunst en design.
Tussen 1956 en 1992 was Carlquist actief als docent en wetenschappelijk onderzoeker bij Claremont Graduate School en vanaf 1977 was hij actief aan Pomona College in Claremont (Californië). Tussen 1956 en 1961 was hij assistant professor in de botanie, waarna hij tussen 1961 en 1967 associate professor was. In 1967 werd hij gepromoveerd tot hoogleraar in de biologie. Tussen 1984 en 1992 was hij actief als houtanatoom bij de Rancho Santa Ana Botanic Garden in Claremont. Tussen 1993 en 1998 was hij adjunct-hoogleraar in de biologische wetenschappen aan de University of California, Santa Barbara.
Carlquist specialiseerde zich in plantenanatomie (vooral houtanatomie), plantenmorfologie, evolutiebiologie, plantentaxonomie, pollenanalyse en biologie van eilanden (onder meer eilandbiogeografie). Op meerdere plekken in de wereld verrichtte hij veldwerk. Hij publiceerde bijna 300 artikelen in wetenschappelijke tijdschriften en zeven plantenboeken. Zijn artikelen en boeken over plantenanatomie bevatten vele foto's die hij met de microscoop maakte. Op zijn website sherwincarlquist.com deed hij verslag van zijn botanische interesses.
Carlquist ontving meerdere onderscheidingen voor zijn wetenschappelijke werkzaamheden. In 1967 onderscheidde de New York Botanical Garden hem met de Gleason Prize Island Life voor de beste bijdrage aan de biogeografie. In 1977 onderscheidde de Botanical Society of America hem met de Certificate of Merit (certificaat van verdienste, een carrièreaward). Van de American Society of Plant Taxonomists ontving hij in 1993 de Asa Gray Award. De Santa Barbara Botanic Garden kende hem in 1996 de Career Award toe. In 1996 kreeg hij de Fellows Medal van de California Academy of Sciences, waarvan hij lid was als Honorary Academy Fellow. In 2002 kende de Linnean Society of London Carlquist de Linnean Medal toe voor zijn verdiensten voor de botanische wetenschap. Van het Smithsonian Institution ontving hij in 2006 de José Cuatrecasas Medal in Botany. De Botanical Society of America organiseerde in 2007 in Chicago ter ere van Carlquist het symposium Using anatomy to vascularize tropical botany, ecology, and systematics: the contributions of Sherwin Carlquist to the botanical sciences. Hij was lid van de American Society of Plant Taxonomists.
Carlquist hield zich bezig met naaktfotografie van mannenlichamen in een natuurlijke omgeving. Hier richtte hij zich op met zijn website naturalmanphotos.com. Hij publiceerde meerdere fotoboeken.